# J核
J核（英語：J-core），又稱日本硬核，是硬核舞曲的一種形式，起源於1990年代末的日本團體與DJ。J核使用了來自電子遊戲和動畫的聲音取樣、多彩的可愛圖像和專輯封面，並借用了電波系與御宅族文化的元素。J核出現於《beatmania IIDX》等類型的電子遊戲中，並成為組成同人音樂界重要的一部分。
1998年，DJ Sharpnel發表了專輯《High Speed Music Team》，於2000年代初期經由日本的對等網路傳播。其在法核和速核的節奏下帶有日本動畫的音效，被認為是J核的先驅者。2006年，DJ Sharpnel的專輯首次出現於日本以外的論壇，後將此種風格稱為「J-core」。在日本動畫逐漸流行於美國和歐洲時，J核收穫了一批動畫粉絲，致使歐美地區受J核啟發的混音文化有所發展，同時也對2010年初期的夜核現象有所貢獻。

## 主要創作者
- DJ Chucky
- DJ Sharpnel
- IOSYS
- m1dy
- REDALiCE
- t+pazolite
- Techn0rch
- Moro
- Camellia
- Laur
- USAO
- Kobaryo
- RoughSketch